# Kreuzstein bei Eismannsdorf

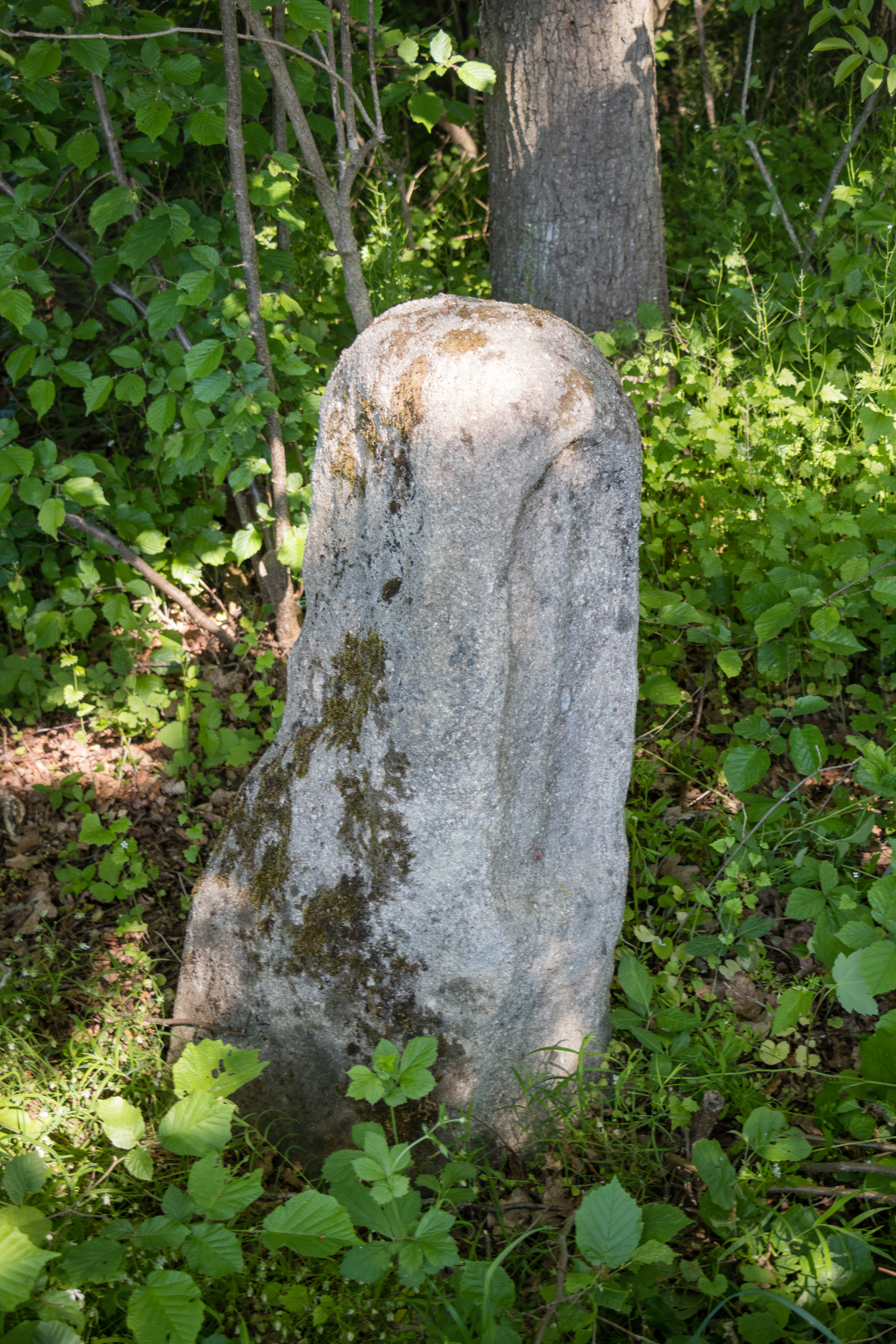
Kreuzstein bei Eismannsdorf

Der Kreuzstein bei Eismannsdorf ist ein historisches Flurdenkmal südlich von Eismannsdorf, einem Gemeindeteil des mittelfränkischen Marktes Allersberg im Landkreis Roth in Bayern.

## Beschreibung

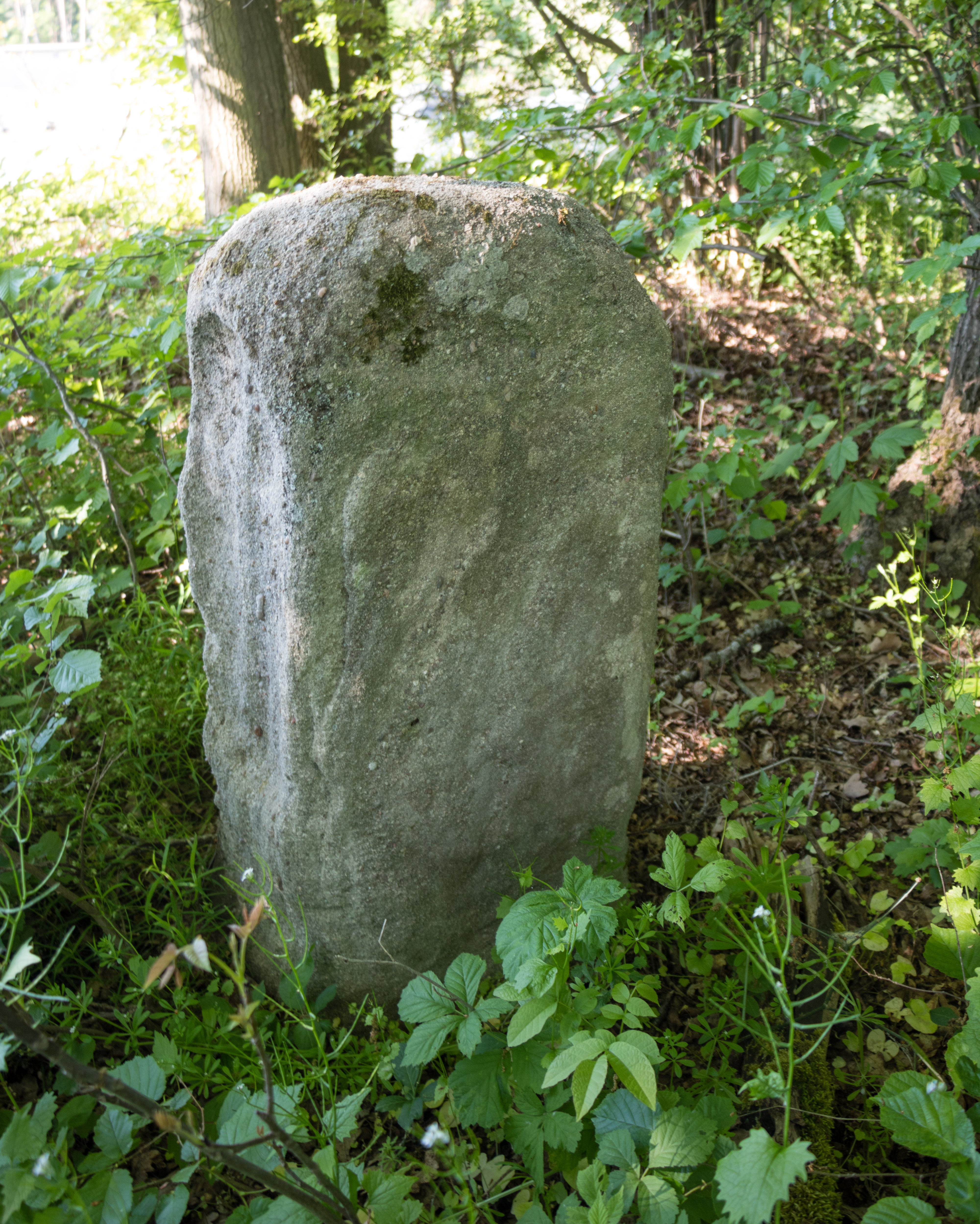
Rückseite

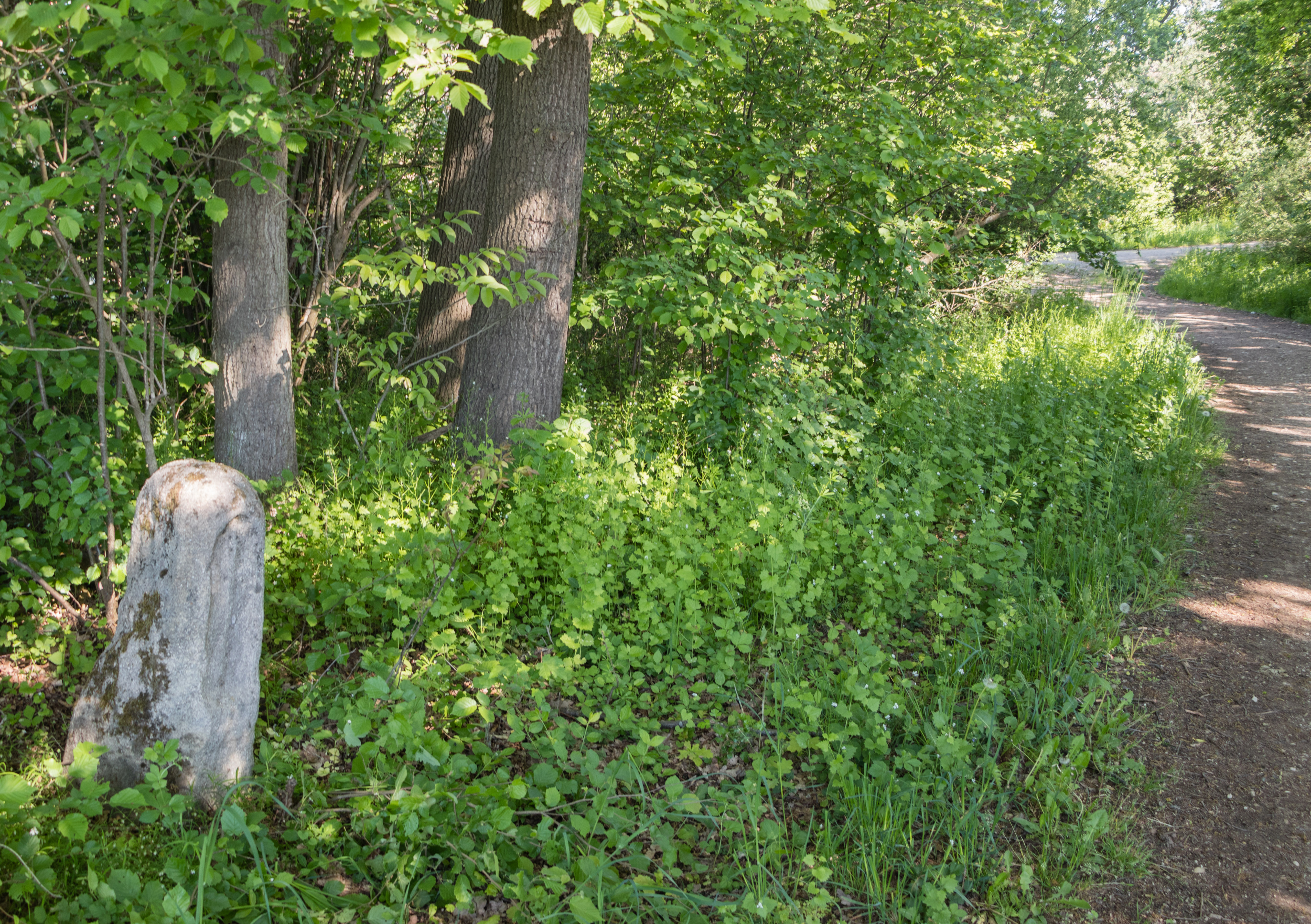
Blick auf den Standort

Der Kreuzstein steht am Waldrand etwa 100 Meter südlich von Eismannsdorf in der Nähe eines Flachsilos. Der unförmige Kreuzstein besteht aus Sandstein, ist stark verwittert und hat die Abmessungen 103 × 40 × 50 cm. 
An der zum Weg hin gerichteten Schmalseite befindet sich ein reliefartiges Kreuz. Das erhabene lateinische Kreuz ist in einer spitzbogigen Nische des Steines eingearbeitet. Es misst 40 × 15 cm und der rechte Kreuzarm ist abwittert. Auf der gegenüberliegenden Seite befindet sich ebenfalls eine Nische mit einem verwitterten, heute nicht mehr erkennbaren Relief.
Wann genau und warum dieser Kreuzstein aufgestellt wurde, konnte nicht geklärt werden. Mutmaßlich ist der Kreuzstein bereits 800 Jahre alt. Ende der 1990er Jahre wurde das Kleindenkmal umgeworfen am Wegrand aufgefunden. Es wurde durch den damaligen Kreisheimatpfleger des Landkreises Roth Ernst Wurdak, Friedrich Seitz von der Deutschen Steinkreuzforschung und Gemeindearbeitern des Marktes Allersberg neu aufgerichtet.